# Hyperolius kachalolae
Hyperolius kachalolae là một loài ếch thuộc họ Hyperoliidae.
Loài này có ở Malawi, Zambia, có thể cả Angola, có thể cả Cộng hòa Dân chủ Congo, có thể cả Mozambique, và có thể cả Tanzania.
Môi trường sống tự nhiên của chúng là xavan ẩm và vườn nông thôn.